# Lázár Balázs
Lázár Balázs DLA (Szolnok, 1975. július 1. –) magyar színész, előadóművész, költő, tanár.

## Élete
Szülővárosában végezte általános és középiskolai tanulmányait, a Széchenyi Körúti Általános Iskolában és a Varga Katalin Gimnáziumban. 10 éves korától tagja volt a szolnoki tehetséggondozó, reneszánsz táboroknak és később a Reneszánsz Ifjúsági Színpadnak. Első verseit ebben az időben a Szolnok Megyei Néplap közölte.  
1993-ban a szolnoki diákpolgármester választáson második helyezést ért el és kulturális ügyekkel foglalkozó diák alpolgármesterként is tevékenykedett. Ebben az évben elsőre felvették a Színház- és Filmművészeti Főiskolára (ma Egyetem), színész szakra. Kétéves szakmai  gyakorlatát a Vígszínházban töltötte. Negyedévesként kapta meg Jenő szerepét a Csinibaba című kultfilmben.  
1997 júniusában végzett színész szakon, s mintegy érdekes szimbólumaként kettős művészi pályájának, e hónaptól jelentek és jelennek meg versei is irodalmi lapokban, folyóiratokban (Eső, Előretolt Helyőrség, Élet és Irodalom, Győri Műhely, Holmi, Irodalmi Jelen, Jelenkor, Kortárs, Magyar Napló, Mozgó Világ, Parnasszus, Somogy, Spanyolnátha, Tempevölgy, Új Forrás, Vigília). Több alkalommal beválogatták műveit az Év versei antológiába, irodalmi munkásságát eddig többek között a Tokaji Írótábor Nagydíjával, Bella István-díjjal és Térey János alkotói ösztöndíjjal ismerték el. 
1997-2000 között a Pécsi Nemzeti Színház tagja volt, ahol színészi munkája elismeréseképpen Közönségdíjat kapott 1999-ben. Pécsi évei alatt ismerkedett meg Bertók László Kossuth-díjas pécsi költővel, akit azóta is irodalmi mesterének tart. Költői kiteljesedésében nagy szerepe volt még a Jelenkor, az Eső, a Parnasszus és a Magyar Napló irodalmi folyóiratok szellemi köreinek. 2000-ben jelent meg első verseskötete Szárny angyal nélkül címmel. Publikált verseket a Népszabadságban és az Új Ember katolikus hetilapban is. 
2000-2001 között Fulbright-ösztöndíjasként végezte el a Dell Arte International School of Physical Theatre egy éves, fizikai színházi képzését. Amerikai élményeit a 2009-ben megjelent Emlékrestaurátor című verseskötetében írta meg. 2001-től ismét rendszeresen játszik a Vígszínházban, de színészként dolgozott a Karinthy és Thália színházban, valamint alternatív színházi produkciókban is. 2003 és 2015 között maszkos, fizikai színházi kurzusokat vezetett a Színház- és Filmművészeti Egyetemen. A Nézd, Lear papa és a H. úr hagyatéka című versesköteteit részben az őt ért színházi hatások ihlették, míg "Szívucca" című verseskötetét aktuális lakóhelye inspirálta, de a "Szívucca" több egyszerű földrajzi helynél a költő számára: „szakrális hely, mindazon érzelmek helye, amelyek emberré tesznek minket. Tágabb értelemben pedig Magyarország metaforája is kíván lenni, hiszen mi Európa szívében vagyunk, ez a mi közös Szívuccánk." (Terézváros újság, 2012. július-augusztus) 
2012-ben mutatták be Pantalone házassága című, kortárs commedia dell' arte darabját a székesfehérvári Vörösmarty Színházban, melyet társszerzőként jegyzett és a színészek maszkos felkészítését is vezette játékmesterként. 2015-ben Örkény István drámaírói ösztöndíjat nyert.
2015 szeptemberétől 2021 végéig  a Ferencvárosi Pinceszínház irodalmi referense és színésze, valamint a Ferencvárosi Ádámok és Évák elnevezésű iskolaszínházi program szakmai vezetője volt egyéb színházi és irodalmi munkái mellett. 
2016-tól az Örkény Drámaírói Ösztöndíj Kuratóriumának tagja. Ebben az évben DLA fokozatot szerzett a Színház- és Filmművészeti Egyetemen. Témavezetője Máté Gábor volt. Doktori dolgozata Maszkaland címmel, könyvalakban is megjelent. Legutóbbi, hetedik verseskötete Karantén(y)ek címmel látott napvilágot az Orpheusz Kiadó gondozásában
Színházi munkái mellett több magyar és külföldi filmben, reklámfilmben, hazai sorozatban szerepelt, irodalmi programok és könyvbemutatók rendszeres szervezője, moderátora, szerkesztője és fellépője, több alkalommal támogatták irodalmi terveit alkotói ösztöndíjakkal.
Monodrámát és költői estet készített Jonathan Swift Szerény Javaslat című pamfletjéből, valamint Valahol, valami címmel Bertók László Kossuth-díjas költő verseiből. Tallián Mariann színművész-íróval 2005 óta hoznak létre együtt versszínházi, prózaszínházi előadásokat is a Ketten a versben művészeti formációban, költő és zenészkollégákkal is együttműködve. (facebook/kettenaversben) 
2004-ben került sor első közös versszínházi munkájukra, melyben Bertók László, Kossuth-díjas pécsi költő verseit állították színpadra sajátos formavilágban mozgással, élő zenével (hegedű). Ezt követte 2010-ben az ötszáz év magyar békesség-óhajtó verseiből összeállított Békesség-óhajtás című előadásuk, majd 2011-ben Ketten a versben, klasszikus és kortárs magyar szerelmes versekből létrehozott estjük. Gyerekeknek szóló interaktív műsoruk Weöres Sándor Bóbita verseiből és Csukás István Pom-Pom meséiből születtek meg.  2013-ban mutatták be Piros ruhában, szerelemben című, Weöres Sándor és Károlyi Amy művei alapján, közös életüket feldolgozó produkciójukat, majd 2014-ben Ötödik évszak címmel kortárs magyar költők verseiből szerkesztettek, készítettek versszínházat, Határ Győzőre emlékezve. Az építő művész című irodalmi összeállítással a 200 éve született építészóriás, Ybl Miklós életét és munkásságát elevenítették fel korabeli dokumentumok, irodalmi szemelvények, fotók és zenei betétek segítségével, és országos turnéra indultak. 2015-ben készült el Bicskám és szívem kinyitva címmel Nagy László-Szécsi Margit-estjük, mely előadásukat a Tokaji Írótáborban Nagy László Emlékéremmel díjazták. Több produkciójuk szerkesztésében alkotótársuk volt Rózsássy Barbara József Attila-díjas költőnő. 2016-ban az 1956-os Forradalom és Szabadságharc 60. évfordulója alkalmából állították színpadra az úgynevezett „füveskerti” költők verseiből készült versszínházi emlékestjüket „Arccal a földön a Huszadik Század!” címmel, és ebben az évben Balatónia című kosztümös pódiumestet hoztak létre a Berzsenyi Társaság felkérésére.  
2017-ben Csörsz Rumen István irodalomtörténész, régizenész közreműködésével elkészült a Feleségek felesége című kosztümös előadásuk Szendrey Júlia életéről, majd a „Mi dolgunk a világon”, Vörösmarty Mihály költeményeiből összeállított versszínházi előadás. A sikeres és népszerű előadásokkal bejárták Erdélyt, és Dániába is meghívást kaptak. 2019-20-ban Ady Endre került a fókuszba. Ady és a nyugatosok költészetéből Ady és a nők, majd Ember az embertelenségben című világháborús emlékesttel járták az ország iskoláit. 2021-ben Ekler Andrea rendezésében Öröknyár címmel, Nagy Gáspár műveiből mutattak be országjáró előadást. 2024 évi repertoárjukban Egyenes labirintus címmel Pilinszky-estjüket Szokolay Dongó Balázs közreműködésével, Antal Gábor zongoraművész improvizációival kísérve pedig Istengyermekség címmel, Jókai Anna alkotói életútját népszerűsítik az ország pódiumain. Szárnyas idő peremén címmel készül békét, összefogást hirdető új bemutatójuk. 
A Magyar Írószövetség választmányának tagja, a Magyar Művészeti Akadémia Köztestületi tagja és a Berzsenyi Dániel Irodalmi és Művészeti Társaság előadóművészeti alelnöke. Tagja a Magyar Pen Clubnak, a Maszk Országos Színészegyesületnek, a Magyar Irodalmi Szerzői Jogvédő és Jogkezelő Egyesületnek, az Artisjusnak, valamint a Színházi Dolgozók Szakszervezetének. 
2022-től a Színház- és Filmművészeti Egyetem osztályvezető tanára, egyetemi adjunktus.
Nős, két fiú édesapja.

## Fontosabb színházi szerepei
- Csil, a dögkeselyű (Dzsungel Könyve, Pesti Színház, rendező: Hegedűs D. Géza, 1995)

- Malcolm (Macbeth, Vígszínház, rendező: Marton László, 1996)

- Percsik (Hegedűs a háztetőn, Pécsi Nemzeti Színház, rendező: Márta István,1997)

- Bóni gróf (Csárdáskirálynő, Pécsi Nemzeti Színház, rendező: Moravecz Levente, 1998)

- Nicolas (Ardelle, szeret, nem szeret, Pécsi Nemzeti Színház, rendező: Jordán Tamás, 1999)

- Mujkó (Gül baba, Pécsi Nemzeti Színház, rendező: Bor József, 1998)

- Össztánc (Vígszínház, rendező: Marton László, 2003, 2015)

- A Férfi (Tényleg szeretsz? Spinoza Ház, rendező: Kováts Kriszta, 2005)

- Pimpi (A vörös postakocsi, Vígszínház, rendező Tordy Géza, 2005)

- Slightly Soiled (Pán Péter, Vígszínház, rendező: Méhes László, 2006)

- Truffaldino (Két úr szolgája, Pesthidegkúti Nyári Színház, rendező: Balogh Bodor Attila, 2007)

- Ruzante (A csábító pillangó, rendező: Kováts Kriszta, 2008)

- Avram (Hegedűs a háztetőn, Vígszínház, rendező: Eszenyi Enikő, 2011)

- Szomszéd (Háy János, A Gézagyerek, rendező: Soós Péter)

- Banda Lajos (Háy János, A Herner Ferike faterja: rendező Börcsök Enikő)

## Rendezések
- Oláh János: Kenyérpusztítók című dráma (felolvasószínház), Ferencvárosi Pinceszínház, 2015

- A 225. éves Ferencváros Gálaműsora, Nemzeti Színház, 2017

## Film- és tv-szerepei
- Hunyadi (2025)
- A Király (2022)
- Frici & Aranka (2022)
- A mi kis falunk (2021)
- Doktor Balaton (2021)
- Pesti balhé (2020)
- Mintaapák (2020)
- Jóban Rosszban (2020)
- A Tanár (2019)
- Ketten Párizs ellen (2015)
- Hacktion (2012)
- Én is téged, nagyon (2012)
- Bulvár (2011)
- Tűzvonalban (2007-2008)
- Könyveskép (2007)
- Mansfeld (2006)
- A harag napja (2006)
- Magyar elsők (2005)
- Nincs mese (2004)
- Kontroll (2003)
- Szeret, nem szeret (2003)
- Kisváros (1998)
- Csinibaba (1996)
- Szökés a nagy árvíz idején (1996)

## Díjai és kitüntetései
- Közönségdíj, Pécsi Nemzeti Színház (1999)
- Fulbright-ösztöndíj (2000)
- Móricz Zsigmond Irodalmi Ösztöndíj (2007)
- NKA alkotói támogatás (2011, 2014, 2016)
- Takáts Gyula-díj (2012)
- Quasimodo Nemzetközi Költői Verseny Emléklap, (az első tíz díjazott vers egyike), 2013, 2023
- Nagy László Emlékérem, 2015
- Örkény István drámaírói ösztöndíj, 2015
- Tokaji Írótábor Nagydíj, 2018
- Csoda a Cirkuszban – Fővárosi Nagycirkusz Irodalmi pályázat 2. helyezés, 2018
- Bella István-díj (2020)[5]
- Térey János-ösztöndíj (2020)
- "Egy a természettel" pályázat, 2. helyezés, 2021
- Méhes György drámaírói pályázat 3. helyezett, 2022
- Az 50 éves Somogy folyóirat verspályázata, III. díj, 2022
- Artisjus előadóművészeti-díj, közösen Tallián Mariann-nal, 2023

## Kötetei
- Szárny angyal nélkül; Orpheusz Könyvek, Bp., 2000
- Nézd, Lear papa; Orpheusz Kiadó, Bp., 2006
- Emlékrestaurátor; Tipp Cult, Bp., 2009 (P'art könyvek)
- Szívucca; Holnap Kiadó, Bp., 2012
- Bomlik a volt. Válogatott és új versek; Orpheusz Kiadó, Bp., 2015
- Maszkaland; Orpheusz Kiadó, Bp., 2016
- H. úr hagyatéka; Orpheusz Kiadó, Bp., 2020
- Karantén(y)ek, Orpheusz Kiadó, Bp.2023